# 고간 (후한)
고간(高幹, ? ~ 206년 음력 3월)은 후한 말기의 관료이자 군인으로, 자는 원재(元才)이며 진류군 어현(圉縣) 사람이다. 동래태수 고신의 증손이자 사례교위 고사(高賜)의 손자, 촉군태수 고궁(高躬)의 아들이다. 황하 이북에서 할거한 대장군 원소의 외조카로, 일찍이 병주 일대를 장악하여 원가 분열 후 독립을 꾀하였으나 실패하였다.

## 생애
초평 2년(191년), 순심·신평·곽도·장도와 함께 원소에게서 세객으로 파견되어, 기주를 다스리던 한복을 협박했다. 한복은 반대의견을 무릅쓰고 기주를 내주었다. 194년에는 7촌 조카 고유를 불러 하북으로 오게 하였고, 이후 원소는 그를 병주자사에 임명하였다.
건안 7년(202년) 원소가 죽고 원상이 뒤를 이은 후 조조가 공격해 왔다. 원상은 자신의 부하 곽원을 보내 하동군을 공격하게 하고, 남흉노의 선우 호주천과 고간으로 하여금 지원하게 했다. 그러나 곽원이 종요에게 패해 죽고, 호주천이 조조군에게 항복했기 때문에 병주로 돌아왔다.
건안 9년(204년), 원상이 조조에게 패하자 원상에게서 고간의 감찰역으로 파견을 와 있던 견초는 원상을 도울 것을 권하지만, 고간은 원상의 위기를 틈타 자립을 계획하고 있었으므로 오히려 은밀히 견초를 죽이려고 계획한다. 이를 알아챈 견초는 황급히 달아난다. 심배가 지키던 업이 함락당할 때, 고간 역시 독자적으로 업을 공격해 함락시키려고 획책했으나 업성 내부에서의 내응이 탄로나 내응자들이 철저히 주살되었다. 조조와의 정면 대결을 피했던 고간은 그대로 조조에게 항복하였다. 조조는 항복을 받아들이고 예전처럼 병주를 다스리게 했다. 그러나 원상과 원희가 오환으로 달아난 후 조조의 시선이 오환에게 쏠리자, 그 틈을 타 이듬해 10월에 반기를 들고 호관(壺關)을 지켰다. 또 하동의 관리 위고(衛固)와 내통하여 하동을 장악하려 하였으며, 조조가 보낸 하동태수 두기를 공격했으나 뜻을 이루지 못했다.
건안 11년(206년) 1월, 조조가 직접 공격해 오자, 고간은 부하에게 호관을 지키게 하며, 직접 흉노로 가 호주천에게 구원을 청했으나 거절당했다. 3월에 호관이 함락당하자 남쪽으로 달아나던 중 상락도위(上洛都尉) 왕염(王琰)에게 붙잡혀 죽었다.

## 일화
고간은 본디 명성을 얻는 것을 귀하게 여겼으므로 각지의 선비들과 어울려 사귀었고 전란으로 인해 생긴 유사들을 불러 모았는데, 이로 인해 고간에게 수많은 선비들이 귀의하였다. 중장통은 병주를 지날 때 고간을 만나 후한 대접을 받았다. 중장통은 고간이 거대한 포부가 있으되 거대한 재능은 없으며 선비를 경애하면서도 스스로를 높이 여기는 성품 때문에 사람을 가려 쓸 줄 모르는 점에 대해 충고하였으나 자신의 재능을 과신하고 있던 고간은 귀담아듣지 않았다고 한다.

## 《삼국지연의》 속 고간
사서에서는 자립을 노리며 원상의 몰락을 방관하며 은밀히 모략을 꾸미는 등 야심가다운 다소 음험한 면모가 보이지만 《삼국지연의》에서는 대체로 평범한 인물로 묘사된다.
원소가 창정(倉亭)에서 조조와 싸울 때 병주의 군사 6만 명을 이끌고 합류했다. 패주하는 원소를 호위하다가 화살을 맞았으며, 여양(黎陽)에서도 원담(袁譚)과 원상을 도와 조조군과 싸웠다. 조조에게 항복했던 일은 나와 있지 않으며, 호관을 지키던 중 조조에게 항복한 장수 여광(呂曠)과 여상(呂翔)의 거짓 귀순에 속아 야습을 시도했다가 패하고 관을 빼앗기는 것으로 나온다.

## 출전
- 진수, 《삼국지》 권24 한최고왕손전 배송지주
- 범엽, 《후한서》 권49 왕충왕부중장통열전

## 고간의 친족관계

### 관련 인물
고유

## 같이 보기
- 삼국지 인물 목록